# De duivel met de drie gouden haren
De duivel met de drie gouden haren is een sprookje uit Kinder- und Hausmärchen, de verzameling van de gebroeders Grimm, met als nummer KHM29. De oorspronkelijke naam is Der Teufel mit den drei goldenen Haaren.

## Het verhaal
De zoon van een arme vrouw komt met de helm ter wereld en er wordt voorspeld dat hij de dochter van de koning tot vrouw zal krijgen als hij veertien is. De koning komt naar het dorp en hoort van de geboorte en de boosaardige man doet zich voor als een aardig man en biedt geld voor het gelukskind. De koning doet het kind in een doos en gooit het in het water. De doos drijft naar een molen en de knecht haalt de doos uit het water. De jongen groeit op bij de molenaar en zijn vrouw, die geen kinderen hebben. De vondeling wordt veertien jaar later bekend bij de koning en hij wil geld geven als de jongen een brief naar de koningin zal brengen. De jongen moet worden gedood voordat hij terugkomt, maar hij komt in het bos bij een huisje terecht.
Een oude vrouw vraagt waar hij vandaan komt en zegt dat hij in een rovershol terecht is gekomen. Hij valt in slaap en als de rovers thuiskomen, lezen ze de brief en krijgen medelijden. Ze verscheuren de brief en schrijven dat de jongen met de koningsdochter trouwen moet. Het paar is gelukkig, maar als de koning terugkomt snapt hij het niet. Hij leest de brief en ziet dat het een andere is, hij eist drie gouden haren van het hoofd van de duivel uit de hel. Het gelukskind neemt afscheid en komt bij de wachter van de poort en deze wil weten waarom de fontein op de markt is opgedroogd.
De jongen vertelt het antwoord te geven als hij terugkomt en bij een andere stad wordt gevraagd waarom de boom met gouden appels nu zelfs geen bladeren draagt. Opnieuw belooft hij het antwoord te geven als hij terugkomt en bij een groot water vraagt de veerman wat zijn vak is. Hij vertelt dat hij alles weet en de man vraagt waarom hij steeds heen en weer moet varen. De jongen vertelt het pas als hij terugkomt en komt bij de ingang van de hel. Het is er zwart van roet en de grootmoeder van de duivel is alleen thuis en zit in haar leunstoel. De geluksvogel vertelt dat hij drie gouden haren wil en de vrouw verandert hem in een mier omdat ze medelijden heeft.
De mier vertelt de drie vragen en de grootmoeder zegt dat hij goed moet luisteren als ze de haren uittrekt. De duivel komt thuis en ruikt mensenvlees, maar kan niks vinden. De grootmoeder geeft hem eten en hij legt zijn hoofd in haar schoot en laat zich luizen. De duivel valt in slaap en de grootmoeder trekt een haar uit en zegt dat ze een nare droom had en stelt de eerste vraag. De duivel vertelt dat er een pad onder een steen in de fontein zit en als deze dood is gaat de wijn weer stromen. De grootmoeder luist hem opnieuw en trekt een haar uit, ze stelt de tweede vraag.
De duivel vertelt dat er een muis aan de wortel knaagt van de boom en als die dood gaat, zal de boom weer gouden appels dragen. De derde gouden haar wordt uitgetrokken en de duivel geeft antwoord op de vraag van de veerman. Als hij de vaarboom in de handen geeft van degene die naar de overkant wil, zal hij vrij zijn. De duivel valt weer in slaap en de volgende dag vertrekt hij. De mier komt uit de plooi van de rok van de grootmoeder en het gelukskind krijgt zijn menselijke gedaante terug. Hij krijgt de drie gouden haren en gaat naar huis. De veerman krijgt zijn antwoord als het gelukskind al aan de overkant is. Bij de dorre boom krijgt hij twee met goud beladen ezels als beloning en bij de droge fontein ook.
Het gelukskind komt bij zijn vrouw en als de koning vier ezels met goud ziet is hij voldaan en zijn schoonzoon mag trouwen. De jongeman vertelt over een rivier, waar goud aan de oever ligt. De koning is begerig en hoort over de veerman die mensen naar de overkant brengt. De koning gaat naar de rivier, maar als ze aan de overkant zijn geeft de veerman hem de vaarboom in handen en gaat weg. De koning moet vanaf dat moment heen en weer varen en nog steeds heeft niemand de vaarboom van hem overgenomen.

## Achtergronden bij het verhaal
- Het is een "Schreckmärchen".
- Het sprookje komt uit Zwehrn in Nederhessen en uit de Mainstreek.
- In de eerste druk van de sprookjes was een verhaal over de vogel feniks opgenomen, dat op dit sprookje leek.
- Varianten van dit verhaal zijn bekend in Nederland, Noorwegen, Zweden, Hongarije en Mongolië.
- De tocht naar de onderwereld komt in vele sagen voor, zoals in de Odyssee.
- De bron van wijn en water verwijst naar het wonder van Christus die water in wijn verandert.[bron?]
- De boom van de gouden appels kan een verwijzing zijn naar de boom van kennis van goed en kwaad in het paradijsverhaal.[bron?]

## Personages en attributen
- In de onderwereld zijn niet alleen duivels, maar ook behulpzame wezens zoals Vrouw Holle (KHM24).
- De gouden haren van de duivel lijken op de gouden veren van Vogel Grijp (KHM165).
- De peetoom is de duivel, ook in Het meisje zonder handen (KHM31), De peetoom (KHM42), Het aardmanneke (KHM91), De roetzwarte broer van de duivel (KHM100), De drie handwerksgezellen (KHM120), De duivel en zijn grootmoeder (KHM125), Het gedierte van de Heer en de Duivel (KHM148), De boer en de duivel (KHM189) en De Grafheuvel (KHM195).
- Het huis in het bos komt in veel sprookjes voor. De twaalf broeders (KHM9), De drie mannetjes in het bos (KHM13), Het raadsel (KHM22), Het meisje zonder handen (KHM31), De roversbruidegom (KHM40), Sneeuwwitje (KHM53), De gauwdief en zijn meester (KHM68), De raaf (KHM93), De oude vrouw in het bos (KHM123), De duivel en zijn grootmoeder (KHM125), De ijzeren kachel (KHM127), De glazen doodskist (KHM163) en Het boshuis (KHM169).
- Het kasteel dat niet kan worden benaderd, komt in veel sprookjes voor. Zie bijvoorbeeld Doornroosje (KHM50), De drie zwarte prinsessen (KHM137) en De kristallen bol (KHM197).
- Een mens omgetoverd als dier komt voor in bijvoorbeeld De kikkerkoning (KHM1), De twaalf broeders (KHM9), Broertje en zusje (KHM11), De drie mannetjes in het bos (KHM13), De drie veren (KHM63), De gauwdief en zijn meester (KHM93), De groente-ezel (KHM122), De ijzeren kachel (KHM127), Het lammetje en het visje (KHM141), Sneeuwwitje en Rozerood (KHM161), Het boshuis (KHM169) en De kristallen bol (KHM197).
- De grootmoeder van de duivel gedraagt zich zoals de vrouw van de reus in Jaap en de bonenstaak.
- De behulpzame oude vrouw komt in vele sprookjes voor, bijvoorbeeld in De roversbruidegom (KHM40), De drie vogeltjes (KHM96), De zoete pap (KHM103), De groente-ezel (KHM122), De duivel en zijn grootmoeder (KHM125), De stukgedanste schoentjes (KHM133), De ganzenhoedster aan de bron (KHM179), De waternimf in de vijver (KHM181), De ware bruid (KHM186), Het klosje, de schietspoel en de naald (KHM188) en De laarzen van buffelleer (KHM199).

## Verfilming
In 2013 werd het sprookje verfilmd "Der Teufel mit den drei goldenen Haaren" en wijkt op een aantal onderdelen af van het originele sprookje onder meer:
- De baby wordt niet in een doos maar in een mandje in een stromende rivier geworpen.
- Hij komt niet bij een molenaar maar bij een smid te wonen en krijgt de naam Felix en kan mooi viool spelen.
- De prinses gaat verkleed als jager mee op zoek naar de duivel.
- Hij wordt door de grootmoeder van de duivel niet in een mier veranderd.